# О Џинхјек
О Џинхјек (кореј. 오진혁; 15. август 1981) је стреличар из Јужне Кореје. На летњим олимпијским играма 2012. године у Лондону освојио је златну медаљу у појединачном такмичењу, и екипну бронзу са репрезентацијом Јужне Кореје. Он је тако постао први Јужни Корејац који је освојио мушку појединачну златну медаљу на Олимпијским играма. На Светским првенствима освојио је три екипна злата, једно у мешовитом тиму и два појединачна сребра.